# Енгелберт I (Насау)
Енгелберт I фон Насау-Диленбург (на немски: Engelbert I von Nassau-Dillenburg; * 1370, Диленбург; † 3 май 1442, Бреда) от род Дом Насау, е от 1420 до 1442 г. граф на Насау-Диленбург, маршал на Вестфалия (1406 – 1407), господар на Бреда (de iure uxoris 1403 – 1442), граф на Вианден (de iure uxoris, 1417 – 1442).

## Живот
Син е на граф Йохан I фон Насау († 1416) и на Маргарета фон Марк-Клеве († 1409), дъщеря на граф Адолф II фон Марк. Брат е на Адолф (1362 – 1420), Йохан II (1399 – 1448) и на Йохан III (1398 – 1433).
Енгелберт следва в Кьолн, за да стане свещеник. От 1399 до 1403 г. е домпропст в Мюнстер, но се отказва от духовническата кариера.
През 1403 г. в Бреда той се жени за богатата Йохана фон Поланен (1392 – 1445), господарка на Бреда, дъщеря наследничка на Йохан III фон Поланен († 1394). Женитбата му донася множество собствености в Нидерландия, Бреда и други.
От 1406 до 1407 г. той е маршал на Херцогство Вестфалия. През 1417 г. наследява Графство Вианден от по-далечната си леля Елизабет фон Спонхайм-Кройцнах, по право на баба му по бащина линия Аделхайд фон Вианден († 1376).
През 1420 г. последва по-големия си брат Адолф в графството Насау-Диленбург. Енгелберт живее повечето в Нидерландия и е съветник на херцог Антон от Брабант. През 1426 г. основава университета в Льовен.

## Деца
- Йохан IV (* 1410; † 1475), 1442 граф на Насау-Диленбург
- Мария (* 2 февруари 1418; † 2 октомври 1472), ∞ 17 юни 1437 граф Йохан II фон Насау-Висбаден-Идщайн
- Хайнрих II (1414 – 1451), 1442 – 1451 сърегент на Насау-Диленбург
- Маргарета (* 1415; † пр. 27 май 1467), ∞ 1435 Дитрих фон Сайн (* 7 август 1416; † 1452)
- Вилхелм (* декември 1416)
- Филип (* 13 октомври 1420)

Енгелберт I има извънбрачен син Йохан.